# Tricimba pendula
Tricimba pendula är en tvåvingeart som beskrevs av Ismay 1993. Tricimba pendula ingår i släktet Tricimba och familjen fritflugor. Inga underarter finns listade i Catalogue of Life.